# Puerto Multimodal Caucedo
El Puerto Multimodal de Caucedo está ubicado en punta Caucedo en Boca Chica, provincia de Santo Domingo (República Dominicana), a unos 25 km de la capital. Esta terminal se usa únicamente para operaciones de carga, con conexiones a varios países del área del Caribe. Es el puerto más reciente construido en la isla.
Inició sus operaciones en diciembre de 2003.
Está operado por DP World, una operadora portuaria mundial fundada en 2005.

## Datos técnicos

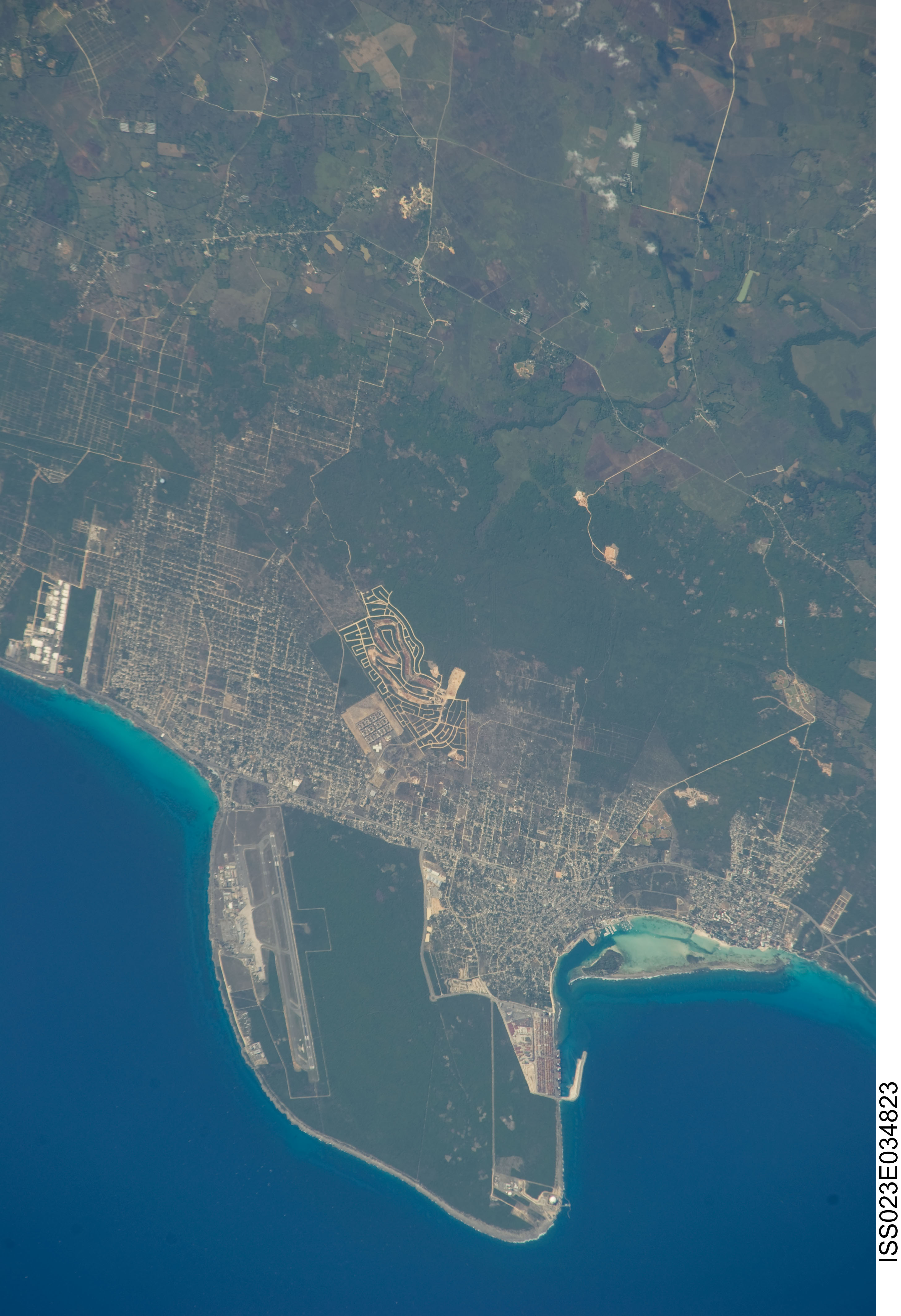
Vista de punta Caucedo en la que se ve el Aeropuerto Internacional de Las Américas al oeste y el puerto de Caucedo al este.

El Puerto Multimodal de Caucedo se encuentra en punta Caucedo, una península a 25 km de Santo Domingo que sobresale hacia el mar Caribe unos 5 km al sur. Está próximo al Aeropuerto Internacional de Las Américas, ubicado en el lado contrario de punta Caucedo. Pertenece al municipio de Boca Chica, provincia de Santo Domingo.Cuenta con un atracadero de 600 m lineales. Su profundidad de atraque es de 13 m. 
- Código internacional: DOCAU[2]
- Huso horario: GMT −4
- Variación de marea0.5 m[3]
- Operación: recepción de buques de cargas contenerizadas y sueltas
- Operadora: DP World